# Живот мој
Живот мој је четврти студијски албум српског поп певача Данијела Ђокића, издат 2008. године за ВИП Продукшн. Песме су радили Ромарио, Драган Брајовић Браја, Саво Бонџулић и Кики Лесендрић, док су тектове писали Марина Туцаковић, Љиљана Јорговановић, и Биљана Спасић. На албуму се налази Живот мој дует са Драганом Мирковић, који је био велики хит. Снимљени су спотови за Живот мој и Тридесете.

## Списак песама
1. Тридесете
2. Аморе мио
3. Искористи то
4. Живот мој
5. Малена
6. Она зна
7. Магична
8. Лагаћеш ме
9. Кад те зовем ниси ту
10. Моли се за мене
11. Клетва
12. Зови браћу